# Зудна
Зудна (рос. Зудна) — присілок в Ферзиковському районі Калузької області Російської Федерації.
Населення становить 559 осіб. Входить до складу муніципального утворення Присілок Зудна.

## Історія
Від 2004 року входить до складу муніципального утворення Присілок Зудна

## Населення
| 2002 | 2010 | 2011 |
| ---- | ---- | ---- |
| 514  | ↘489 | ↗559 |